# 水原城 (越後国)
水原城（すいばらじょう）は、現在の新潟県阿賀野市にあたる越後国蒲原郡水原にあった日本の城。1969年（昭和44年）6月28日付けで「水原城館跡及水原代官所跡」として阿賀野市指定史跡。

## 概要
12世紀末より伊豆の豪族であった大見氏が源頼朝により白河荘の地頭に任命され土着していた。
14世紀中頃、武蔵野合戦にて武功を上げた大見盛家は足利尊氏より越後国蒲原郡白河之荘水原郷を与えられ、同地に城郭を建設し水原盛家と改めた。
その後代々水原氏の居城となっていたが、1582年（天正10年）10月27日の放生橋の戦いで水原満家は戦死、上杉景勝は細越将監を城代に置いたが細越将監の内通によって水原城は新発田重家に引き渡され占領された。1583年（天正11年）8月27日に上杉氏が細越将監を討ち水原城を奪還してからは上杉氏の番城となっていたが、水原氏の断絶を惜しんだ上杉景勝は大関弥七に水原氏を継がせ、弥七は水原親憲と改めた。
1598年（慶長3年）に会津転封になった上杉景勝と共に水原親憲が会津に赴いたため水原城は廃城となり、新発田城に入封した溝口秀勝によって跡地には陣屋が置かれた。江戸時代には水原代官所が置かれ、1995年（平成7年）に復元されている。

### 所在地
新潟県阿賀野市外城町10番5号